# 明石嘉聞
明石 嘉聞（あかし かもん、1897年8月15日 - 1973年10月4日）は、日本の医師。医学博士。財団法人聖マリアンナ会、財団法人日本明星育英会、聖マリアンナ医科大学の創立者で理事長を務めた。

## 来歴
東京府に生まれる。生家はカトリック信者であった。1928年に京都府立医科大学を卒業。1929年に滋賀県八幡町（現・近江八幡市）で開業医となる。1941年には神奈川県川崎市に東横医院を開院する。
妹の志都香は渡米してニューヨークで修道女となっていたが、太平洋戦争中の1944年に死去。戦後届いた遺言に「キリスト教精神に基づく医療･教育･福祉事業」の実現を望む内容が記されていたことから、明石はそれを実行するべく1947年に聖マリアンナ会を設立した。1971年には聖マリアンナ医科大学の前身となる東洋医科大学も設立している。

## 著作
- 「示数並びに型式からみた成人胸部の形態学的研究」 『聖マリアンナ研究所業報』No.4、1954年

## 関連文献
- 『聖マリアンナ医科大学創立十周年記念誌』 聖マリアンナ医科大学、1980年
- 明石田鶴子（編） 『春よとこしなえに』 山本善次郎（私家版）、1980年